# Covert One: The Hades Factor
Covert One: The Hades Factor é um filme estadunidense de 2006, dos gêneros ficção científica e ação dirigido por Mick Jackson.

## Enredo
Um vírus, desenvolvido pelo governo dos Estados Unidos como arma biológica, em um programa secreto chamado Cimitarra, é subtraído por um agente traidor e posto a venda no mercado negro. O ex-agente Jonathan "Jon" Smith, especialista em doenças contagiosas, volta ao serviço após sua noiva morrer devido ao contágio. Acaba indo ao Afeganistão, em busca de pistas e, é envolvido em uma trama perigosa que mistura terroristas árabes e o próprio governo de seu pais. Enquanto o primeiro grupo quer a arma biológica para ataques terroristas, o governo esta preocupado em encobrir todo o caso.

## Elenco
- Stephen Dorff.......Jon Smith
- Mira Sorvino.......Rachel Russel
- Blair Underwood.......Palmer Addison
- Sophia Myles.......Sophie Amsden
- Danny Huston.......Frank Klein
- Colm Meaney.......Peter Howell
- Josh Hopkins.......Bill Griffin
- Jeffrey DeMunn.......Steven Haldane
- Anjelica Huston.......Presidente
- Rosemary Dunsmore.......Nancy Langford